# Campionati del mondo di ciclismo su pista 2001
I Campionati del mondo di ciclismo su pista 2001 (en.: 2001 UCI Track World Championships) si svolsero ad Anversa, in Belgio, dal 26 al 30 settembre, all'interno dell'arena Sportpaleis.

## Medagliere
| Posiz. | Nazione     | Oro | Argento | Bronzo | Totale |
| ------ | ----------- | --- | ------- | ------ | ------ |
| 1      | Francia     | 4   | 2       | 1      | 7      |
| 2      | Russia      | 2   | 1       | 1      | 4      |
| 3      | Ucraina     | 2   | 0       | 0      | 2      |
| 4      | Australia   | 1   | 2       | 0      | 3      |
| 5      | Messico     | 1   | 0       | 1      | 2      |
| 6      | Paesi Bassi | 1   | 0       | 0      | 1      |
| 6      | Svizzera    | 1   | 0       | 0      | 1      |
| 8      | Germania    | 0   | 2       | 4      | 6      |
| 9      | Argentina   | 0   | 1       | 1      | 2      |
| 9      | Canada      | 0   | 1       | 1      | 2      |
| 9      | Regno Unito | 0   | 1       | 1      | 2      |
| 12     | Spagna      | 0   | 1       | 0      | 1      |
| 12     | Stati Uniti | 0   | 1       | 0      | 1      |
| 14     | Austria     | 0   | 0       | 1      | 1      |
| 14     | Polonia     | 0   | 0       | 1      | 1      |
| Totale | Totale      | 12  | 12      | 12     | 36     |

## Podi
| Eventi                            | Oro                                                                                  | Argento                                                             | Bronzo                                                             |
| Gare maschili                     |                                                                                      |                                                                     |                                                                    |
| Velocità dettagli                 | Arnaud Tournant Francia                                                              | Laurent Gané Francia                                                | Florian Rousseau Francia                                           |
| Chilometro a cronometro dettagli  | Arnaud Tournant Francia                                                              | Sören Lausberg Germania                                             | Grzegorz Krejner Polonia                                           |
| Inseguimento individuale dettagli | Oleksandr Symonenko Ucraina                                                          | Jens Lehmann Germania                                               | Stefan Steinweg Germania                                           |
| Inseguimento a squadre dettagli   | Ucraina Serhij Černjavs'kyj Oleksandr Fedenko Oleksandr Symonenko Lyubomyr Polatayko | Gran Bretagna Chris Newton Paul Manning Bradley Wiggins Bryan Steel | Germania Christian Bach Guido Fulst Sebastian Siedler Jens Lehmann |
| Velocità a squadre dettagli       | Francia Laurent Gané Florian Rousseau Arnaud Tournant                                | Australia Jobie Dajka Ryan Bayley Sean Eadie                        | Gran Bretagna Craig MacLean Jason Queally Chris Hoy                |
| Keirin dettagli                   | Ryan Bayley Australia                                                                | Laurent Gané Francia                                                | Jens Fiedler Germania                                              |
| Corsa a punti dettagli            | Bruno Risi Svizzera                                                                  | Juan Curuchet Argentina                                             | Franz Stocher Austria                                              |
| Americana dettagli                | Svizzera Jérôme Neuville Robert Sassone                                              | Spagna Isaac Gálvez Joan Llaneras                                   | Argentina Juan Curuchet Gabriel Curuchet                           |
| Gare femminili                    |                                                                                      |                                                                     |                                                                    |
| Velocità dettagli                 | Svetlana Grankovskaya Russia                                                         | Tammy Thomas Stati Uniti                                            | Lori-Ann Muenzer Canada                                            |
| 500 metri a cronometro dettagli   | Nancy Contreras Messico                                                              | Lori-Ann Muenzer Canada                                             | Katrin Meinke Germania                                             |
| Inseguimento individuale dettagli | Leontien Zijlaard-van Moorsel Paesi Bassi                                            | Ol'ga Sljusareva Russia                                             | Elena Tchalikh Russia                                              |
| Corsa a punti dettagli            | Ol'ga Sljusareva Russia                                                              | Katherine Bates Australia                                           | Belem Guerrero Messico                                             |